# Mesinge
Mesinge – miasto w Danii, w regionie Dania Południowa, w gminie Kerteminde. Leży 2 km na południe od Dalby, 9 km na północny wschód od Munkebo i 7 km na północ od Kerteminde. W 2021 roku miasto to zamieszkiwało 314 osób. 